# Fumane
Fumane ist eine Gemeinde in der italienischen Provinz Verona (Region Venetien), die 4148 Einwohner (Stand Dezember 2010) hat.

## Sehenswürdigkeiten
International bekannt wurde die Gemeinde aufgrund von Ausgrabungen in der Grotta di Fumane, einer bedeutenden archäologischen Fundstätte aus der Epoche des Aurignacien. Hier wurde u. a. ein Milchgebiss-Schneidezahn entdeckt, der aufgrund von erhalten gebliebener mitochondrialer DNA als von einem anatomisch modernen Menschen (Homo sapiens) stammend identifiziert und auf ein Alter von 39.160 bis 36.550 vor heute (Cal BP mit Cal'al-online) datiert wurde. Damit ist dies einer der frühesten Belege für die Anwesenheit des Homo sapiens in Europa.
Darüber hinaus befindet sich auch der Wasserfallpark von Molina auf dem Gemeindegebiet von Fumane.